# أولاد الغضبان (بطيوة)
أولاد الغضبان هو دُوَّار يقع بجماعة مولاي عبد الله، إقليم الجديدة، جهة الدار البيضاء سطات في المغرب. ينتمي الدوّار لمشيخة بطيوة التي تضم 16 دوارا. يقدر عدد سكانه بـ 338 نسمة حسب الإحصاء الرسمي للسكان والسكنى لسنة 2004.

## روابط خارجية
- البوابة الوطنية للجماعات الترابية
- المندوبية السامية للتخطيط